# Jessica Lynn
Pour les articles homonymes, voir Jessica Lynn (homonymie), Lynn et Boehm.
Jessica Lynn (nom réel Jessica Boehm) (née le 8 juillet 1985 dans l'Ohio) est une actrice de films pornographiques américaine.

## Biographie
Elle est née dans l'Ohio, mais a grandi en Californie. À 18 ans, elle commence à travailler dans une boîte de nuit, et poursuit en parallèle ses études. Elle passe ensuite par plusieurs agences de mannequins et commence à jouer dans des films pour adultes. Après seulement quatre mois de tournage, elle est embauchée dans une grande entreprise basée à Los Angeles, et considérée comme l'une des plus belles actrices porno.
Elle travaille ensuite pour les compagnies Brazzers, Bang Bros, et Reality Kings, entre autres,.
En mars 2009, elle est nommée DanniGirl du mois sur Danni.com.
Elle déclare avoir tout le temps voulu devenir médecin spécialiste du Larynx.

## Filmographie sélective
- 2006 : No Man's Land 42
- 2007 : No Man's Land: MILF Edition 1
- 2007 : The 4 Finger Club 24
- 2008 : Lucky Lesbians 3
- 2009 : No Man's Land: Girls in Love 3
- 2010 : No Man's Land: Girls in Love 4
- 2010 : We Live Together.com 12
- 2011 : Cougar Recruits 5
- 2012 : Molly's Life 16
- 2013 : Dildo Satisfaction
- 2014 : Best in Ass
- 2015 : Party of Three 13
- 2016 : Johnny Fucks Jessica Lynn